# Askari Mohammadian
Askari Mohammadian (in persiano عسگری محمدیان‎; Sari, 2 marzo 1963) è un ex lottatore iraniano, specializzato nella lotta libera.

## Palmarès

### Olimpiadi
- 2 medaglie:
  - 2 argenti (Seul 1988 nei 57 kg; Barcellona 1992 nei 62 kg)

### Mondiali
- 1 medaglia:
  - 1 argento (Martigny 1989 nei 57 kg)

### Giochi asiatici
- 2 medaglie:
  - 1 oro (Seul 1986 nei 57 kg)
  - 1 argento (New Delhi 1982 nei 57 kg)

### Campionati asiatici
- 2 medaglie:
  - 1 oro (Teheran 1983 nei 57 kg)
  - 1 argento (Oarai 1989 nei 57 kg)